# الأرتينسكي
الأرتينسكي (باللاتينية: Artinskian)، وهي ثالث مرحلة من فترة السسورالي، حيث تمتد من (290.1 ± 0.26) إلى (283.5 ± 0.6) مليون سنة مضت.
| العصر   | الفترة      | المرحلة    | أهم الأحداث | البداية (م.س.مضت) |
| ------- | ----------- | ---------- | --- | ----------------- |
| الثلاثي | المبكر      | الإندوان   | أحدث | أحدث              |
| البرمي  | اللوبنجي    | الشانغسنغي | - أحداث جيولوجية: توحدت اليابسة لتتكون القارة العملاقة بانجيا ونشوء جبال الأورال، وجبال أواتشيتا، وجبال الأبالاش، من بين سلاسل جبلية أخرى (كما تشكل المحيط العملاق بانثالاسا أو المحيط الهادئ البدائي). نهاية التجلد البرمي الكربوني. المناخ حار وجاف. انخفاض محتمل في مستويات الأكسجين. تكون جبال أواشيتا واينوتيان في أمريكا الشمالية. تناقص تدريجي في حركة تكون جبال الأورال في أوروبا/آسيا. تكون جبال ألتاي في آسيا، بداية تكون جبال هنتر-بوين في القارة الأسترالية (تقريبا قبل 260 - 225 مليون سنة)، مما أدى إلى تكوين حزام نيو إنجلاند المطوي. - أحداث حيوية : انتشار وهيمنة مندمجات الأقواس (البليكوصورات ووحشيات الأقواس)، في حين تظل نظيرات الزواحف مقسومات الفقار والبرمائيات شائعة، ومن المحتمل أن تكون الأخيرة قد أدت إلى ظهور البرمائيات الحديثة في هذا العصر. في منتصف العصر البرمي، أحتلت السراخس والنباتات البذرية محل النباتات الذئبية. تطورت الخنافس والذباب. انقرضت مفصليات الأرجل الكبيرة وأشباه رباعيات الأطراف. ازدهرت الحياة البحرية في الشعاب المرجانية الضحلة الدافئة؛ كثرت البرودكتيدات، والملولبيات وعضديات الأرجل، وذوات الصدفتين، والمنخربات، والأمونيت (بما في ذلك الغونياتيت)، ومستقيمات القرن. تنشأ الزواحف التاجية من ثنائيات الأقواس السابقة، وتنقسم إلى أسلاف أشباه العظايا الحرشفية، والكيوينوصوريدات، والکورستوديرات، والأركوصورات، وسلاحف ذات الدرع، والإكثيوصورات، والثالاتوصورات، العظائيات الزعنفية. تتطور كلبيات الأسنان من وحشيات الأقواس الأكبر. انقراض أولسون (273 مليون سنة مضت)، وانقراض نهاية الكابتاني (260 مليون سنة مضت)، انقراض البرمي-الثلاثي(252 مليون سنة مضت) حدوثه واحدا تلو الآخر: أنقرض تقريبا 80% من الحياة على الأرض، شملت معظم العوالق الرتيرية، والشعاب المرجانية (الصفائحيات والمرجانيات المجعدة تختفي نهائيا)، وعضديات الأرجل، والحيوانات الحزازية، وبطنيات القدم، والأمونيات (تموت الغوناتيت بالكامل)، والحشرات، ونظيرات الزواحف، ومندمجات الأقواس، والبرمائيات، وزنابق البحر (لم ينج منها سوى المتمفصلات)، وجميع عريضات الأجنحة، وثلاثيات الفصوص، والجرابتوليت، والهيوليثانيات، وزنابق البحر الحشيانية، وبراعم البحر، والقرشيات الشوكية. | 254.14 ± 0.07     |
| البرمي  | اللوبنجي    | الوشابنغي  | - أحداث جيولوجية: توحدت اليابسة لتتكون القارة العملاقة بانجيا ونشوء جبال الأورال، وجبال أواتشيتا، وجبال الأبالاش، من بين سلاسل جبلية أخرى (كما تشكل المحيط العملاق بانثالاسا أو المحيط الهادئ البدائي). نهاية التجلد البرمي الكربوني. المناخ حار وجاف. انخفاض محتمل في مستويات الأكسجين. تكون جبال أواشيتا واينوتيان في أمريكا الشمالية. تناقص تدريجي في حركة تكون جبال الأورال في أوروبا/آسيا. تكون جبال ألتاي في آسيا، بداية تكون جبال هنتر-بوين في القارة الأسترالية (تقريبا قبل 260 - 225 مليون سنة)، مما أدى إلى تكوين حزام نيو إنجلاند المطوي. - أحداث حيوية : انتشار وهيمنة مندمجات الأقواس (البليكوصورات ووحشيات الأقواس)، في حين تظل نظيرات الزواحف مقسومات الفقار والبرمائيات شائعة، ومن المحتمل أن تكون الأخيرة قد أدت إلى ظهور البرمائيات الحديثة في هذا العصر. في منتصف العصر البرمي، أحتلت السراخس والنباتات البذرية محل النباتات الذئبية. تطورت الخنافس والذباب. انقرضت مفصليات الأرجل الكبيرة وأشباه رباعيات الأطراف. ازدهرت الحياة البحرية في الشعاب المرجانية الضحلة الدافئة؛ كثرت البرودكتيدات، والملولبيات وعضديات الأرجل، وذوات الصدفتين، والمنخربات، والأمونيت (بما في ذلك الغونياتيت)، ومستقيمات القرن. تنشأ الزواحف التاجية من ثنائيات الأقواس السابقة، وتنقسم إلى أسلاف أشباه العظايا الحرشفية، والكيوينوصوريدات، والکورستوديرات، والأركوصورات، وسلاحف ذات الدرع، والإكثيوصورات، والثالاتوصورات، العظائيات الزعنفية. تتطور كلبيات الأسنان من وحشيات الأقواس الأكبر. انقراض أولسون (273 مليون سنة مضت)، وانقراض نهاية الكابتاني (260 مليون سنة مضت)، انقراض البرمي-الثلاثي(252 مليون سنة مضت) حدوثه واحدا تلو الآخر: أنقرض تقريبا 80% من الحياة على الأرض، شملت معظم العوالق الرتيرية، والشعاب المرجانية (الصفائحيات والمرجانيات المجعدة تختفي نهائيا)، وعضديات الأرجل، والحيوانات الحزازية، وبطنيات القدم، والأمونيات (تموت الغوناتيت بالكامل)، والحشرات، ونظيرات الزواحف، ومندمجات الأقواس، والبرمائيات، وزنابق البحر (لم ينج منها سوى المتمفصلات)، وجميع عريضات الأجنحة، وثلاثيات الفصوص، والجرابتوليت، والهيوليثانيات، وزنابق البحر الحشيانية، وبراعم البحر، والقرشيات الشوكية. | 259.51 ± 0.21     |
| البرمي  | الغوادالوبي | الكابتاني  | - أحداث جيولوجية: توحدت اليابسة لتتكون القارة العملاقة بانجيا ونشوء جبال الأورال، وجبال أواتشيتا، وجبال الأبالاش، من بين سلاسل جبلية أخرى (كما تشكل المحيط العملاق بانثالاسا أو المحيط الهادئ البدائي). نهاية التجلد البرمي الكربوني. المناخ حار وجاف. انخفاض محتمل في مستويات الأكسجين. تكون جبال أواشيتا واينوتيان في أمريكا الشمالية. تناقص تدريجي في حركة تكون جبال الأورال في أوروبا/آسيا. تكون جبال ألتاي في آسيا، بداية تكون جبال هنتر-بوين في القارة الأسترالية (تقريبا قبل 260 - 225 مليون سنة)، مما أدى إلى تكوين حزام نيو إنجلاند المطوي. - أحداث حيوية : انتشار وهيمنة مندمجات الأقواس (البليكوصورات ووحشيات الأقواس)، في حين تظل نظيرات الزواحف مقسومات الفقار والبرمائيات شائعة، ومن المحتمل أن تكون الأخيرة قد أدت إلى ظهور البرمائيات الحديثة في هذا العصر. في منتصف العصر البرمي، أحتلت السراخس والنباتات البذرية محل النباتات الذئبية. تطورت الخنافس والذباب. انقرضت مفصليات الأرجل الكبيرة وأشباه رباعيات الأطراف. ازدهرت الحياة البحرية في الشعاب المرجانية الضحلة الدافئة؛ كثرت البرودكتيدات، والملولبيات وعضديات الأرجل، وذوات الصدفتين، والمنخربات، والأمونيت (بما في ذلك الغونياتيت)، ومستقيمات القرن. تنشأ الزواحف التاجية من ثنائيات الأقواس السابقة، وتنقسم إلى أسلاف أشباه العظايا الحرشفية، والكيوينوصوريدات، والکورستوديرات، والأركوصورات، وسلاحف ذات الدرع، والإكثيوصورات، والثالاتوصورات، العظائيات الزعنفية. تتطور كلبيات الأسنان من وحشيات الأقواس الأكبر. انقراض أولسون (273 مليون سنة مضت)، وانقراض نهاية الكابتاني (260 مليون سنة مضت)، انقراض البرمي-الثلاثي(252 مليون سنة مضت) حدوثه واحدا تلو الآخر: أنقرض تقريبا 80% من الحياة على الأرض، شملت معظم العوالق الرتيرية، والشعاب المرجانية (الصفائحيات والمرجانيات المجعدة تختفي نهائيا)، وعضديات الأرجل، والحيوانات الحزازية، وبطنيات القدم، والأمونيات (تموت الغوناتيت بالكامل)، والحشرات، ونظيرات الزواحف، ومندمجات الأقواس، والبرمائيات، وزنابق البحر (لم ينج منها سوى المتمفصلات)، وجميع عريضات الأجنحة، وثلاثيات الفصوص، والجرابتوليت، والهيوليثانيات، وزنابق البحر الحشيانية، وبراعم البحر، والقرشيات الشوكية. | 264.28 ± 0.16     |
| البرمي  | الغوادالوبي | الووردي    | - أحداث جيولوجية: توحدت اليابسة لتتكون القارة العملاقة بانجيا ونشوء جبال الأورال، وجبال أواتشيتا، وجبال الأبالاش، من بين سلاسل جبلية أخرى (كما تشكل المحيط العملاق بانثالاسا أو المحيط الهادئ البدائي). نهاية التجلد البرمي الكربوني. المناخ حار وجاف. انخفاض محتمل في مستويات الأكسجين. تكون جبال أواشيتا واينوتيان في أمريكا الشمالية. تناقص تدريجي في حركة تكون جبال الأورال في أوروبا/آسيا. تكون جبال ألتاي في آسيا، بداية تكون جبال هنتر-بوين في القارة الأسترالية (تقريبا قبل 260 - 225 مليون سنة)، مما أدى إلى تكوين حزام نيو إنجلاند المطوي. - أحداث حيوية : انتشار وهيمنة مندمجات الأقواس (البليكوصورات ووحشيات الأقواس)، في حين تظل نظيرات الزواحف مقسومات الفقار والبرمائيات شائعة، ومن المحتمل أن تكون الأخيرة قد أدت إلى ظهور البرمائيات الحديثة في هذا العصر. في منتصف العصر البرمي، أحتلت السراخس والنباتات البذرية محل النباتات الذئبية. تطورت الخنافس والذباب. انقرضت مفصليات الأرجل الكبيرة وأشباه رباعيات الأطراف. ازدهرت الحياة البحرية في الشعاب المرجانية الضحلة الدافئة؛ كثرت البرودكتيدات، والملولبيات وعضديات الأرجل، وذوات الصدفتين، والمنخربات، والأمونيت (بما في ذلك الغونياتيت)، ومستقيمات القرن. تنشأ الزواحف التاجية من ثنائيات الأقواس السابقة، وتنقسم إلى أسلاف أشباه العظايا الحرشفية، والكيوينوصوريدات، والکورستوديرات، والأركوصورات، وسلاحف ذات الدرع، والإكثيوصورات، والثالاتوصورات، العظائيات الزعنفية. تتطور كلبيات الأسنان من وحشيات الأقواس الأكبر. انقراض أولسون (273 مليون سنة مضت)، وانقراض نهاية الكابتاني (260 مليون سنة مضت)، انقراض البرمي-الثلاثي(252 مليون سنة مضت) حدوثه واحدا تلو الآخر: أنقرض تقريبا 80% من الحياة على الأرض، شملت معظم العوالق الرتيرية، والشعاب المرجانية (الصفائحيات والمرجانيات المجعدة تختفي نهائيا)، وعضديات الأرجل، والحيوانات الحزازية، وبطنيات القدم، والأمونيات (تموت الغوناتيت بالكامل)، والحشرات، ونظيرات الزواحف، ومندمجات الأقواس، والبرمائيات، وزنابق البحر (لم ينج منها سوى المتمفصلات)، وجميع عريضات الأجنحة، وثلاثيات الفصوص، والجرابتوليت، والهيوليثانيات، وزنابق البحر الحشيانية، وبراعم البحر، والقرشيات الشوكية. | 266.9 ± 0.4       |
| البرمي  | الغوادالوبي | الرودي     | - أحداث جيولوجية: توحدت اليابسة لتتكون القارة العملاقة بانجيا ونشوء جبال الأورال، وجبال أواتشيتا، وجبال الأبالاش، من بين سلاسل جبلية أخرى (كما تشكل المحيط العملاق بانثالاسا أو المحيط الهادئ البدائي). نهاية التجلد البرمي الكربوني. المناخ حار وجاف. انخفاض محتمل في مستويات الأكسجين. تكون جبال أواشيتا واينوتيان في أمريكا الشمالية. تناقص تدريجي في حركة تكون جبال الأورال في أوروبا/آسيا. تكون جبال ألتاي في آسيا، بداية تكون جبال هنتر-بوين في القارة الأسترالية (تقريبا قبل 260 - 225 مليون سنة)، مما أدى إلى تكوين حزام نيو إنجلاند المطوي. - أحداث حيوية : انتشار وهيمنة مندمجات الأقواس (البليكوصورات ووحشيات الأقواس)، في حين تظل نظيرات الزواحف مقسومات الفقار والبرمائيات شائعة، ومن المحتمل أن تكون الأخيرة قد أدت إلى ظهور البرمائيات الحديثة في هذا العصر. في منتصف العصر البرمي، أحتلت السراخس والنباتات البذرية محل النباتات الذئبية. تطورت الخنافس والذباب. انقرضت مفصليات الأرجل الكبيرة وأشباه رباعيات الأطراف. ازدهرت الحياة البحرية في الشعاب المرجانية الضحلة الدافئة؛ كثرت البرودكتيدات، والملولبيات وعضديات الأرجل، وذوات الصدفتين، والمنخربات، والأمونيت (بما في ذلك الغونياتيت)، ومستقيمات القرن. تنشأ الزواحف التاجية من ثنائيات الأقواس السابقة، وتنقسم إلى أسلاف أشباه العظايا الحرشفية، والكيوينوصوريدات، والکورستوديرات، والأركوصورات، وسلاحف ذات الدرع، والإكثيوصورات، والثالاتوصورات، العظائيات الزعنفية. تتطور كلبيات الأسنان من وحشيات الأقواس الأكبر. انقراض أولسون (273 مليون سنة مضت)، وانقراض نهاية الكابتاني (260 مليون سنة مضت)، انقراض البرمي-الثلاثي(252 مليون سنة مضت) حدوثه واحدا تلو الآخر: أنقرض تقريبا 80% من الحياة على الأرض، شملت معظم العوالق الرتيرية، والشعاب المرجانية (الصفائحيات والمرجانيات المجعدة تختفي نهائيا)، وعضديات الأرجل، والحيوانات الحزازية، وبطنيات القدم، والأمونيات (تموت الغوناتيت بالكامل)، والحشرات، ونظيرات الزواحف، ومندمجات الأقواس، والبرمائيات، وزنابق البحر (لم ينج منها سوى المتمفصلات)، وجميع عريضات الأجنحة، وثلاثيات الفصوص، والجرابتوليت، والهيوليثانيات، وزنابق البحر الحشيانية، وبراعم البحر، والقرشيات الشوكية. | 274.4 ± 0.4       |
| البرمي  | السسورالي   | الكونغوري  | - أحداث جيولوجية: توحدت اليابسة لتتكون القارة العملاقة بانجيا ونشوء جبال الأورال، وجبال أواتشيتا، وجبال الأبالاش، من بين سلاسل جبلية أخرى (كما تشكل المحيط العملاق بانثالاسا أو المحيط الهادئ البدائي). نهاية التجلد البرمي الكربوني. المناخ حار وجاف. انخفاض محتمل في مستويات الأكسجين. تكون جبال أواشيتا واينوتيان في أمريكا الشمالية. تناقص تدريجي في حركة تكون جبال الأورال في أوروبا/آسيا. تكون جبال ألتاي في آسيا، بداية تكون جبال هنتر-بوين في القارة الأسترالية (تقريبا قبل 260 - 225 مليون سنة)، مما أدى إلى تكوين حزام نيو إنجلاند المطوي. - أحداث حيوية : انتشار وهيمنة مندمجات الأقواس (البليكوصورات ووحشيات الأقواس)، في حين تظل نظيرات الزواحف مقسومات الفقار والبرمائيات شائعة، ومن المحتمل أن تكون الأخيرة قد أدت إلى ظهور البرمائيات الحديثة في هذا العصر. في منتصف العصر البرمي، أحتلت السراخس والنباتات البذرية محل النباتات الذئبية. تطورت الخنافس والذباب. انقرضت مفصليات الأرجل الكبيرة وأشباه رباعيات الأطراف. ازدهرت الحياة البحرية في الشعاب المرجانية الضحلة الدافئة؛ كثرت البرودكتيدات، والملولبيات وعضديات الأرجل، وذوات الصدفتين، والمنخربات، والأمونيت (بما في ذلك الغونياتيت)، ومستقيمات القرن. تنشأ الزواحف التاجية من ثنائيات الأقواس السابقة، وتنقسم إلى أسلاف أشباه العظايا الحرشفية، والكيوينوصوريدات، والکورستوديرات، والأركوصورات، وسلاحف ذات الدرع، والإكثيوصورات، والثالاتوصورات، العظائيات الزعنفية. تتطور كلبيات الأسنان من وحشيات الأقواس الأكبر. انقراض أولسون (273 مليون سنة مضت)، وانقراض نهاية الكابتاني (260 مليون سنة مضت)، انقراض البرمي-الثلاثي(252 مليون سنة مضت) حدوثه واحدا تلو الآخر: أنقرض تقريبا 80% من الحياة على الأرض، شملت معظم العوالق الرتيرية، والشعاب المرجانية (الصفائحيات والمرجانيات المجعدة تختفي نهائيا)، وعضديات الأرجل، والحيوانات الحزازية، وبطنيات القدم، والأمونيات (تموت الغوناتيت بالكامل)، والحشرات، ونظيرات الزواحف، ومندمجات الأقواس، والبرمائيات، وزنابق البحر (لم ينج منها سوى المتمفصلات)، وجميع عريضات الأجنحة، وثلاثيات الفصوص، والجرابتوليت، والهيوليثانيات، وزنابق البحر الحشيانية، وبراعم البحر، والقرشيات الشوكية. | 283.3 ± 0.4       |
| البرمي  | السسورالي   | الأرتينسكي | - أحداث جيولوجية: توحدت اليابسة لتتكون القارة العملاقة بانجيا ونشوء جبال الأورال، وجبال أواتشيتا، وجبال الأبالاش، من بين سلاسل جبلية أخرى (كما تشكل المحيط العملاق بانثالاسا أو المحيط الهادئ البدائي). نهاية التجلد البرمي الكربوني. المناخ حار وجاف. انخفاض محتمل في مستويات الأكسجين. تكون جبال أواشيتا واينوتيان في أمريكا الشمالية. تناقص تدريجي في حركة تكون جبال الأورال في أوروبا/آسيا. تكون جبال ألتاي في آسيا، بداية تكون جبال هنتر-بوين في القارة الأسترالية (تقريبا قبل 260 - 225 مليون سنة)، مما أدى إلى تكوين حزام نيو إنجلاند المطوي. - أحداث حيوية : انتشار وهيمنة مندمجات الأقواس (البليكوصورات ووحشيات الأقواس)، في حين تظل نظيرات الزواحف مقسومات الفقار والبرمائيات شائعة، ومن المحتمل أن تكون الأخيرة قد أدت إلى ظهور البرمائيات الحديثة في هذا العصر. في منتصف العصر البرمي، أحتلت السراخس والنباتات البذرية محل النباتات الذئبية. تطورت الخنافس والذباب. انقرضت مفصليات الأرجل الكبيرة وأشباه رباعيات الأطراف. ازدهرت الحياة البحرية في الشعاب المرجانية الضحلة الدافئة؛ كثرت البرودكتيدات، والملولبيات وعضديات الأرجل، وذوات الصدفتين، والمنخربات، والأمونيت (بما في ذلك الغونياتيت)، ومستقيمات القرن. تنشأ الزواحف التاجية من ثنائيات الأقواس السابقة، وتنقسم إلى أسلاف أشباه العظايا الحرشفية، والكيوينوصوريدات، والکورستوديرات، والأركوصورات، وسلاحف ذات الدرع، والإكثيوصورات، والثالاتوصورات، العظائيات الزعنفية. تتطور كلبيات الأسنان من وحشيات الأقواس الأكبر. انقراض أولسون (273 مليون سنة مضت)، وانقراض نهاية الكابتاني (260 مليون سنة مضت)، انقراض البرمي-الثلاثي(252 مليون سنة مضت) حدوثه واحدا تلو الآخر: أنقرض تقريبا 80% من الحياة على الأرض، شملت معظم العوالق الرتيرية، والشعاب المرجانية (الصفائحيات والمرجانيات المجعدة تختفي نهائيا)، وعضديات الأرجل، والحيوانات الحزازية، وبطنيات القدم، والأمونيات (تموت الغوناتيت بالكامل)، والحشرات، ونظيرات الزواحف، ومندمجات الأقواس، والبرمائيات، وزنابق البحر (لم ينج منها سوى المتمفصلات)، وجميع عريضات الأجنحة، وثلاثيات الفصوص، والجرابتوليت، والهيوليثانيات، وزنابق البحر الحشيانية، وبراعم البحر، والقرشيات الشوكية. | 290.1 ± 0.26      |
| البرمي  | السسورالي   | الساكماري  | - أحداث جيولوجية: توحدت اليابسة لتتكون القارة العملاقة بانجيا ونشوء جبال الأورال، وجبال أواتشيتا، وجبال الأبالاش، من بين سلاسل جبلية أخرى (كما تشكل المحيط العملاق بانثالاسا أو المحيط الهادئ البدائي). نهاية التجلد البرمي الكربوني. المناخ حار وجاف. انخفاض محتمل في مستويات الأكسجين. تكون جبال أواشيتا واينوتيان في أمريكا الشمالية. تناقص تدريجي في حركة تكون جبال الأورال في أوروبا/آسيا. تكون جبال ألتاي في آسيا، بداية تكون جبال هنتر-بوين في القارة الأسترالية (تقريبا قبل 260 - 225 مليون سنة)، مما أدى إلى تكوين حزام نيو إنجلاند المطوي. - أحداث حيوية : انتشار وهيمنة مندمجات الأقواس (البليكوصورات ووحشيات الأقواس)، في حين تظل نظيرات الزواحف مقسومات الفقار والبرمائيات شائعة، ومن المحتمل أن تكون الأخيرة قد أدت إلى ظهور البرمائيات الحديثة في هذا العصر. في منتصف العصر البرمي، أحتلت السراخس والنباتات البذرية محل النباتات الذئبية. تطورت الخنافس والذباب. انقرضت مفصليات الأرجل الكبيرة وأشباه رباعيات الأطراف. ازدهرت الحياة البحرية في الشعاب المرجانية الضحلة الدافئة؛ كثرت البرودكتيدات، والملولبيات وعضديات الأرجل، وذوات الصدفتين، والمنخربات، والأمونيت (بما في ذلك الغونياتيت)، ومستقيمات القرن. تنشأ الزواحف التاجية من ثنائيات الأقواس السابقة، وتنقسم إلى أسلاف أشباه العظايا الحرشفية، والكيوينوصوريدات، والکورستوديرات، والأركوصورات، وسلاحف ذات الدرع، والإكثيوصورات، والثالاتوصورات، العظائيات الزعنفية. تتطور كلبيات الأسنان من وحشيات الأقواس الأكبر. انقراض أولسون (273 مليون سنة مضت)، وانقراض نهاية الكابتاني (260 مليون سنة مضت)، انقراض البرمي-الثلاثي(252 مليون سنة مضت) حدوثه واحدا تلو الآخر: أنقرض تقريبا 80% من الحياة على الأرض، شملت معظم العوالق الرتيرية، والشعاب المرجانية (الصفائحيات والمرجانيات المجعدة تختفي نهائيا)، وعضديات الأرجل، والحيوانات الحزازية، وبطنيات القدم، والأمونيات (تموت الغوناتيت بالكامل)، والحشرات، ونظيرات الزواحف، ومندمجات الأقواس، والبرمائيات، وزنابق البحر (لم ينج منها سوى المتمفصلات)، وجميع عريضات الأجنحة، وثلاثيات الفصوص، والجرابتوليت، والهيوليثانيات، وزنابق البحر الحشيانية، وبراعم البحر، والقرشيات الشوكية. | 293.52 ± 0.17     |
| البرمي  | السسورالي   | الأسيلي    | - أحداث جيولوجية: توحدت اليابسة لتتكون القارة العملاقة بانجيا ونشوء جبال الأورال، وجبال أواتشيتا، وجبال الأبالاش، من بين سلاسل جبلية أخرى (كما تشكل المحيط العملاق بانثالاسا أو المحيط الهادئ البدائي). نهاية التجلد البرمي الكربوني. المناخ حار وجاف. انخفاض محتمل في مستويات الأكسجين. تكون جبال أواشيتا واينوتيان في أمريكا الشمالية. تناقص تدريجي في حركة تكون جبال الأورال في أوروبا/آسيا. تكون جبال ألتاي في آسيا، بداية تكون جبال هنتر-بوين في القارة الأسترالية (تقريبا قبل 260 - 225 مليون سنة)، مما أدى إلى تكوين حزام نيو إنجلاند المطوي. - أحداث حيوية : انتشار وهيمنة مندمجات الأقواس (البليكوصورات ووحشيات الأقواس)، في حين تظل نظيرات الزواحف مقسومات الفقار والبرمائيات شائعة، ومن المحتمل أن تكون الأخيرة قد أدت إلى ظهور البرمائيات الحديثة في هذا العصر. في منتصف العصر البرمي، أحتلت السراخس والنباتات البذرية محل النباتات الذئبية. تطورت الخنافس والذباب. انقرضت مفصليات الأرجل الكبيرة وأشباه رباعيات الأطراف. ازدهرت الحياة البحرية في الشعاب المرجانية الضحلة الدافئة؛ كثرت البرودكتيدات، والملولبيات وعضديات الأرجل، وذوات الصدفتين، والمنخربات، والأمونيت (بما في ذلك الغونياتيت)، ومستقيمات القرن. تنشأ الزواحف التاجية من ثنائيات الأقواس السابقة، وتنقسم إلى أسلاف أشباه العظايا الحرشفية، والكيوينوصوريدات، والکورستوديرات، والأركوصورات، وسلاحف ذات الدرع، والإكثيوصورات، والثالاتوصورات، العظائيات الزعنفية. تتطور كلبيات الأسنان من وحشيات الأقواس الأكبر. انقراض أولسون (273 مليون سنة مضت)، وانقراض نهاية الكابتاني (260 مليون سنة مضت)، انقراض البرمي-الثلاثي(252 مليون سنة مضت) حدوثه واحدا تلو الآخر: أنقرض تقريبا 80% من الحياة على الأرض، شملت معظم العوالق الرتيرية، والشعاب المرجانية (الصفائحيات والمرجانيات المجعدة تختفي نهائيا)، وعضديات الأرجل، والحيوانات الحزازية، وبطنيات القدم، والأمونيات (تموت الغوناتيت بالكامل)، والحشرات، ونظيرات الزواحف، ومندمجات الأقواس، والبرمائيات، وزنابق البحر (لم ينج منها سوى المتمفصلات)، وجميع عريضات الأجنحة، وثلاثيات الفصوص، والجرابتوليت، والهيوليثانيات، وزنابق البحر الحشيانية، وبراعم البحر، والقرشيات الشوكية. | 298.9 ± 0.15      |
| الفحمي  | البنسلفاني  | الغزيلي    | أقدم | أقدم              |